# Mark Everett
David Mark Everett (Milton, 2 settembre 1968) è un ex mezzofondista e velocista statunitense.

## Palmarès
| Anno | Manifestazione  | Sede       | Evento      | Risultato  | Prestazione | Note |
| ---- | --------------- | ---------- | ----------- | ---------- | ----------- | ---- |
| 1988 | Giochi olimpici | Seul       | 800 m piani | Batteria   | 1'49"86     |      |
| 1991 | Mondiali        | Tokyo      | 800 m piani | Bronzo     | 1'44"67     |      |
| 1991 | Mondiali        | Tokyo      | 4×400 m     | Batteria   | 2'59"55     |      |
| 1992 | Giochi olimpici | Barcellona | 800 m piani | Finale     | dnf         |      |
| 1993 | Mondiali indoor | Toronto    | 4×400 m     | Oro        | 3'04"20     |      |
| 1993 | Mondiali        | Stoccarda  | 800 m piani | Semifinale | 1'57"39     |      |
| 1995 | Mondiali        | Göteborg   | 800 m piani | 8º         | 1'53"12     |      |
| 1996 | Giochi olimpici | Atlanta    | 800 m piani | 7º         | 1'46"19     |      |
| 1997 | Mondiali indoor | Parigi     | 800 m piani | Batteria   | 1'57"16     |      |
| 1997 | Mondiali indoor | Parigi     | 4×400 m     | Oro        | 3'04"93     |      |
| 1997 | Mondiali        | Atene      | 800 m piani | 8º         | 1'49"02     |      |
| 2000 | Giochi olimpici | Sydney     | 800 m piani | Batteria   | 1'49"77     |      |

## Campionati nazionali
1992
- Oro ai campionati statunitensi indoor, 500 m piani - 1'00"19

1993
- Oro ai campionati statunitensi, 800 m piani - 1'44"43
- Oro ai campionati statunitensi indoor, 500 m piani - 1'01"19

1996
- 7º ai campionati statunitensi, 800 m piani - 1'46"19
- 5º ai campionati statunitensi indoor, 400 m piani - 46"33

1997
- Oro ai campionati statunitensi, 800 m piani - 1'44"37
- Oro ai campionati statunitensi indoor, 800 m piani - 1'48"25

1998
- Oro ai campionati statunitensi, 800 m piani - 1'45"28
- Oro ai campionati statunitensi indoor, 800 m piani - 1'47"84

2000
- Oro ai campionati statunitensi, 800 m piani - 1'45"67

## Altre competizioni internazionali
1990
- Argento ai Goodwill Games ( Seattle), 800 m piani - 1'45"80
- Oro al DN Galan ( Stoccolma), 800 m piani - 1'45"35
- 9º al Memorial Van Damme ( Bruxelles), 800 m piani - 1'46"38

1991
- Argento ai Bislett Games ( Oslo), 800 m piani - 1'44"34
- Argento al DN Galan ( Stoccolma), 800 m piani - 1'44"52

1992
- Oro ai Bislett Games ( Oslo), 800 m piani - 1'43"40
- Oro al DN Galan ( Stoccolma), 800 m piani - 1'46"57

1994
- Oro in Coppa del mondo ( Londra), 800 m piani - 1'46"02

1998
- Bronzo al Memorial Van Damme ( Bruxelles), 800 m piani - 1'45"07
- 10º al Golden Gala ( Roma), 800 m piani - 1'51"38
- Argento in Coppa del mondo ( Johannesburg), 800 m piani - 1'48"73

1999
- 9º al Memorial Van Damme ( Bruxelles), 800 m piani - 1'45"12